# Якут (село)
Яку́т — село в Александровском районе Оренбургской области. Входит в состав Зелёнорощинского сельсовета.

## География
Село находится на расстоянии 16 км к северо-западу от села Александровка, административного центра района.

### Часовой пояс
Село Якут, как и вся Оренбургская область, находится в часовой зоне МСК+2. Смещение применяемого времени относительно UTC составляет +5:00.

## Население
| 2010 |
| ---- |
| 69   |

## Улицы
В селе имеется одна улица — Советская.